# Jordbävningen i Tangshan 1976
Jordbävningen i Tangshan inträffade den 28 juli 1976 i den kinesiska staden Tangshan med omgivningar.
Jordbävningskatastrofen är en av de allra värsta man känner till, med mer än 242 000 döda enligt officiella kinesiska uppgifter (men enligt vissa uppgifter kan antalet döda vara så stort som 750 000), och ytterligare 164 500 skadade och mer än 160 000 familjer hemlösa. Så gott som hela staden Tangshan, då med en miljon invånare och gammal icke-jordbävningssäkert byggd bebyggelse, var totalförstörd efter jordskalvet, liksom delar av närliggande storstaden Tianjin och huvudstaden Peking, belägen cirka 140 kilometer från epicentrum.
Den kraftiga jordbävningen, mätt till 7,6 på Richterskalan, var kännbar inom upp till 1100 kilometer från Tangshan. Huvudskalvet följdes av många efterskalv varav ett mätte 7,1 och inträffade bara 15 timmar efter huvudskalvet. Utöver jordbävningens styrka spelade flera andra faktorer in som bidrog till de extrema dödssiffrorna, bland annat att första skalvet inträffade klockan 3:43 på natten (lokal tid) när nästan alla sov, varav de flesta begravdes levande.

### Fotnoter
1. ↑  ”Earthquakes with 1,000 or More Deaths 1900-2014” (på engelska). U.S. Geological Survey. Arkiverad från originalet den 8 april 2016. https://web.archive.org/web/20160408104354/http://earthquake.usgs.gov/earthquakes/world/world_deaths.php.
2. ↑  https://www.iccsafe.org/building-safety-journal/bsj-dives/the-great-tangshan-earthquake-one-of-the-worst-earthquakes-in-modern-history-destroys-chinese-city/
3. ↑  https://www.nytimes.com/1979/06/11/archives/catastrophic-scope-of-1976-china-earthquake-is-revealed-10000.html